# Puntea (film din 1977)
Puntea (titlul original: în spaniolă El puente) este un film spaniol de comedie dramatică, realizat în 1977 de regizorul Juan Antonio Bardem, după o povestire a lui Daniel Sueiro,  protagoniști fiind actorii Alfredo Landa, Francisco Algora, Victoria Abril și Mabel Escaño. 

## Rezumat
Juan este un mecanic auto⁠(d) care lucrează într-un atelier din Madrid. Alături de iubita lui plănuise o punte între cele două zile libere oficiale, ca să petreacă împreună plăcut vacanța prelungită, plan care se năruie atunci când iubita lui îl lasă baltă. După o întâlnire întâmplătoare cu doi turiști străini, el decide să meargă cu motocicleta până la Torremolinos. Pe tot parcursul călătoriei, el va trăi însă o serie de aventuri care ne vor arăta schimbările sociale ale tranziției prin care trece Spania.

## Distribuție
- Alfredo Landa – Juan
- Josele Román – logodnica lui Venancio
- Francisco Algora – Venancio
- Victoria Abril – Lolita, sora lui Pepi
- Mabel Escaño – Pepi
- Mara Vila – femeia care trece prin fața atelierului
- Miguel Ángel Aristu – mecanicul nr. 1 din atelier (ca Miguel Aristu)
- Julián Navarro – mecanicul nr. 2
- Eduardo Bea – mecanicul nr. 3
- José Yepes – mecanicul nr. 4
- Antonio Gonzalo – mecanicul nr. 5
- Rafael Vaquero – mecanicul nr. 6
- Jesús Enguita – din 600 avarii nr. 1
- Concha Leza – din 600 avarii nr. 2 (ca Conchita de Leza)
- Antonio Orengo – din 600 avarii nr. 3
- María Vico – mama lui Pepi
- Joaquín Roa – tatăl lui Pepi
- José Luis Barceló – bărbatul țipând de pe balcon
- Simón Andreu – „Nebunul” în decapotabilă

## Melodii din film
- And Care not to Return, text de Lewis Gordon, muzica de Jose Nieto, interpretată de Guns & Butter
- Hands, text de Lewis Gordon, muzica de Jose Nieto, interpretată de Trudy Perkins

## Aprecieri
„ Picarescă în care personajul lui Landa –adevărat Sordi spaniol– trăiește întâlniri esențiale care-i schimbă optica despre viață: un grup de amici care au emigrat în RFG și se întorc acum, boierește, în Mercedes; un picarro care încearcă, fără succes, să se sustragă obligației de a intra în arenă; o ceată de hippies americani. Filmul reprezintă, mai ales, o temerară disecție a societății spaniole a timpului, cu descurajarea, lașitatea, evaziunea, șomajul cronic pentru ca, în final, să se sugereze aderarea eroului la mișcarea sindicală înnoitoare. ”—T. Caranfil , Dicționar universal de filme 

## Premii
- 1977 Festivalul Internațional de Film de la Moscova[3].
  - Golden Prize